# Cobertelada
Cobertelada es una localidad de la provincia de Soria, partido judicial de Almazán, Comunidad Autónoma de Castilla y León, en España. Pertenece al municipio de Almazán.

## Situación
Pertenece al ayuntamiento de Almazán y se encuentra a siete kilómetros de Almazán en dirección a Barahona, en la C-101. Su altitud es de 1.009 m s. n. m.

## Historia
En la dehesa, al sur del pueblo, se hallaron en superficie afloraciones de piedra de construcción, teja romana y fragmentos cerámicos celtibéricos, y de sigillata común y pintada romana.
Los fragmentos celtibéricos no son testimonio suficiente para documentar un asentamiento celtíbero, puesto que pudieron perdurar hasta los inicios del Imperio Romano, como parece desprenderse del conjunto del material, según Revilla Andía. Tales fragmentos están decorados con líneas horizontales de color oscuro, marrón o negro.
El material recogido es de dos épocas distintas de ocupación del lugar: la sigillata temprana apunta a una cronología del siglo I y comienzos del siglo II, y la sigillata tardía es del siglo IV, seguramente. Debió desocuparse el hábitat entre ambas épocas, siendo reocupado coincidiendo con el establecimiento de villas que en los últimos siglos del Imperio se desarrolló en todo el territorio romanizado, en paralelo a una mayor dinamización de la economía agrícola.

### Restos románicos
En el censo diocesano seguntino de 1353 leemos: enla eglesia de cubertelada ay cuatro beneficios e vale el beneficio conla cura e con sus aventuras 120 mrs. et los otros tres beneficios a los absentes valen cada uno de renta 70 mrs...
La iglesia, en aquella época, era totalmente románica: la actual suma reformas realizadas seguramente en el siglo XVII. Presenta hoy día una sola nave, amplia, a la que se accede por una portada de arco de medio punto que ostenta una venera abierta al sur, y su cabecera es de testero plano.
En la fachada la fábrica románica -del primer cuarto del siglo XIII- se evidencia en
parte de su muro norte, con aparejo de mampuestos y cornisa achaflanada con canes;
igualmente hay un tramo en la cabecera que presumiblemente ocupa el lugar del primitivo
presbiterio románico, y en cuyo paramento exterior se
observan algunos vestigios de
la escalera de caracol románica por la que se accedía bien a las bóvedas bien a un campanario.

### SigloXVII
En la reestructuración del siglo XVII se optó por conservar el arco de triunfo. Los capiteles sobre los que se sustenta tienen una decoración vegetal (abundan las piñas y las hojas). Bajo el coro se halla una pila bautismal románica parecida, en su grueso bocel sogueado cerca de la embocadura, a las de Alparrache, Matute de Almazán, Duañez, Ojuel...

### SigloXVIII
A mediados del siglo XVIII, este lugar del señorío del marqués de Almazán y conde de Altamira estaba habitado por 15 vecinos que vivían en veintitrés casas; y había dos viudas. Por oficios: un sacristán fiel de hechos, un guarda de ganado, un colector de frutos decimales, un empleo de patronos de un montepío, un obligado de carnicería, cuatro pastores, cinco tratantes de mulas, quince labradores, dos criados de labradores y un clérigo párroco.

### SigloXIX
A la caída del Antiguo Régimen la localidad se constituye en municipio constitucional en la región de Castilla la Vieja, partido de Almazán que en el censo de 1842 contaba con 29 hogares y 112 vecinos.
A mediados de este siglo crece el término del municipio porque incorpora a Almántiga, Balluncar, Covarrubias y Lodares del Monte.

### SigloXX
En 1910 Cobertelada, cabeza del distrito municipal que forma con Almántiga, Balluncar, Lodares del Monte y Covarrubias, enumera "por sí solo 162 almas (38 menos que en 1880) que con las de dichos agregados suman 479 (32 menos que en dicho año).
Corresponde al partido de Almazán, del que dista una legua; al Obispado de Siguenza, del que le separan siete; á la Audiencia Territorial de Burgos, y á la Capitanía General de Zaragoza; ocho leguas se le interponen con la Capital, y comunica con ella por ferrocarril desde Almazán o por carretera desde esa villa por Lubia y Rábanos".

«...
Tiene iglesia parroquial dedicada á San Pascual Bailón, de la que es aneja la de Balluncar; una ermita, titulada Santa María Magdalena; escuela de ambos sexos, retribuida anualmente con 500 pesetas y los emolumentos de ley; una fuente de buenas aguas potables, cuyo sobrante se une á dos arroyos de curso interrumpido que atraviesan el lugar: la casa de labor llamada de Piquera, y varios colmenares,Situado dicho lugar en una cordillera accidentada y escueta, sobre terreno escabroso y poco menos que libre de animales dañinos, con caza de perdices y conejos, dedúcese que sus pastos han de ser, ya que no muy abundantes, finos para la ganadería, y sus productos agrícolas, cereales y legumbres"...»

El término confina por N. con el de Almántiga, por E. con el de Balluncar, por S. con los de Jodra de Cardos de Cardos y Villasayas y por 0. con el de Lodares del Monte.
A finales de este siglo este municipio desaparece porque se integra en Almazán. Las cinco localidades contaban con 81 hogares y 289 habitantes.
Municipio en primera mitad del siglo XX: En el municipio de Cobertelada -no solo en el pueblo en sí- vemos que el censo poblacional de 1900 arroja la cifra de 482 habitantes, 498 en 1910, suben a 520 en 1920, cinco más en 1930, se quedan en 507 en 1940 y hay 523 en 1950. El censo ganadero de 1954 era el siguiente: 33 de caballar, 164 de mular, 60 de bovino, 2.805 de ovino, 52 de caprino, 90 de porcino, 1.380 aves y 40 colmenas.
Asimismo, el municipio disponía, a mediados del siglo XX de 745 hectáreas de monte bajo y 447 hectáreas de pinar.

## Geografía humana

### Demografía
| Gráfica de evolución demográfica de Cobertelada entre 1842 y 1970 |
| |
| Población de derecho según los censos de población del INE Población de hecho según los censos de población del INEEntre el censo de 1857 y el anterior, crece el término del municipio porque incorpora a 425004 (Almántiga), 425011 (Balluncar), 425034 (Covarrubias) y 425054 (Lodares del Monte) Entre el censo de 1981 y el anterior, este municipio desaparece porque se integra en el municipio 42020 (Almazán) |

Su getilicio es coberteladanos, aunque se les conoce por venteros, debido quizás a que existiera alguna venta o posada en su término antaño.
Cobertelada contaba a 1 de enero de 2010 con una población de 21 habitantes, 11 hombres y 10 mujeres.
| Gráfica de evolución demográfica de Cobertelada entre 2000 y 2010                                |
|                                                                                                  |
| Población de derecho (2000-2010) según los censos de población del INE a 1 de enero de cada año. |

### Economía
Su forma de vida es la agricultura, basada al 60/40 en Cebada y Trigo.

## Cañada Real
Perteneca a la Cañada Real Soriana junto con los siguientes pueblos: Carazuelo, Aldealafuente, Ribarroya, por donde bordeaba el curso del río Duero, Almarail, Viana de Duero, Almazán, Jodra de Cardos, Pinilla del Olmo y Romanillos de Medinaceli. Su código postal es 42212.

## Fiestas
La fiesta patronal es San Pascual Bailón (religioso nacido en 1540 y fallecido en 1592).